# Pinnow
Pinnow là một đô thị ở huyện Uckermark, bang Brandenburg, Đức. Đô thị này có diện tích 12,93 km², dân số thời điểm 31 tháng 12 năm 2006 là 946 người.